# Anaxágoras
Anaxágoras (en griego Ἀναξαγόρας) (500 - 428 a. C.)fue un filósofo presocrático que introdujo la noción de nous (νοῦς, mente o pensamiento) como elemento fundamental de su concepción filosófica.
Nació en Clazómenas (en la actual Turquía) y se trasladó a Atenas (hacia 483 a. C.), debido a la destrucción y reubicación de Clazómenas tras el fracaso de la revuelta jónica contra el dominio de Persia. Fue el primer pensador extranjero en establecerse en Atenas.
Entre sus alumnos se encontraban el estadista griego Pericles, Arquelao, Protágoras de Abdera, Tucídides, el dramaturgo griego Eurípides, y se dice que también Demócrito y Sócrates.
Anaxágoras dio también un gran impulso a la investigación de la naturaleza fundada en la experiencia, la memoria y la técnica. A él se le atribuyen las explicaciones racionales de los eclipses y de la respiración de los peces, como también investigaciones sobre la anatomía del cerebro.Conocedor de las doctrinas de Anaxímenes, Parménides, Zenón y Empédocles, Anaxágoras había enseñado en Atenas durante unos treinta años cuando se exilió tras ser acusado de impiedad al sugerir que el Sol era una masa de hierro candente y que la Luna era una roca que reflejaba la luz del Sol y procedía de la Tierra. Marchó a Jonia y se estableció en Lámpsaco (una colonia de Mileto), donde, según dicen, se dejó morir de hambre (Diógenes Laercio, II, 14). Es seguro, en todo caso, que en tal lugar fue venerado (Aristóteles, Rhet. 1398 b 16) e incluso debió de haber un grupo de seguidores suyos (Eusebio de Cesarea, Praeparatio Ev., 10, 14).

## Filosofía/ Pensamiento
Anaxágoras expuso su filosofía en su obra Peri physeos (Sobre la naturaleza), pero solo algunos fragmentos de sus libros han perdurado.
Para explicar la pluralidad de objetos en el mundo dotados de cualidades diferentes, recurre a la suposición de que todas las cosas estarían formadas por partículas elementales, que llama con el nombre de "semillas" (spermata, en griego). Más tarde Aristóteles llama a estas partículas con el nombre de homeomerías (partes semejantes).
Según Aristóteles, Anaxágoras concibe el nous como origen del universo y causa de la existencia, pero a la vez trata de explicarse y llama a encontrar las cosas cotidianas de lo que ocurre en el mundo. Por otro lado, hizo formar parte de su explicación de la realidad al concepto de nous, inteligencia, la cual, siendo un «fluido» extremadamente sutil, se filtra por entre los recovecos de la materia, a la que anima con su movimiento. El nous penetra algunas cosas y otras no, con lo que se explica, siguiendo a Anaxágoras, la existencia de objetos animados e inertes. Platón en el Fedón se muestra de acuerdo con la afirmación según la cual el nous es la causa de todo y conduce al orden y la armonía, pero discrepa sobre la búsqueda de las causas materiales emprendida por Anaxágoras.
Su doctrina del nous fue más tarde adoptada críticamente por Aristóteles. Las diferencias entre las concepciones de uno y otro pueden apreciarse con este ejemplo: para Anaxágoras los humanos pudieron hacerse inteligentes debido a que tenían manos, en cambio para Aristóteles el hombre recibió manos debido a que tenía inteligencia.

## Visión teleológica
Según Marco Tulio Cicerón en su libro Sobre la naturaleza de los dioses, Anaxágoras fue discípulo y sucesor de Anaxímenes. Y fue el primer filósofo en afirmar que el Universo fue diseñado y realizado por el poder racional de una mente infinita. En este sentido, Wilhelm Dilthey le ha considerado el «fundador del monoteísmo en Europa».

## Eponimia
- El cráter lunar "Anaxagoras" lleva este nombre en su memoria.
- El asteroide (4180) Anaxagoras lleva este nombre en su memoria.